# Epischnia
Epischnia is een geslacht van vlinders van de familie snuitmotten (Pyralidae), uit de onderfamilie Phycitinae.

## Soorten
- E. adultella Zeller, 1848
- E. agnieleae Leraut, 2003
- E. albella Amsel, 1954
- E. alfacarella Amsel, 1954
- E. ampliatella Heinemann, 1864
- E. arabica Amsel, 1949
- E. aspergella Ragonot, 1887
- E. asteris Staudinger, 1870
- E. asteriscella Millière, 1873
- E. bankesiella Richardson, 1888
- E. beharella (Viette, 1964)
- E. brevipalpella Ragonot, 1893
- E. castillella Ragonot, 1894
- E. cinerosalis Walker & Rothschild, 1905
- E. cretaciella Mann, 1869
- E. cuculliella Ragonot, 1887
- E. christophori Ragonot, 1887
- E. difficilis Joannis, 1927
- E. elongatella Caradja, 1916
- E. eremicella Rebel, 1907
- E. farinulella Turati, 1930
- E. festaella Turati, 1922
- E. flavidorsella Joannis, 1927
- E. gaudealis Rothschild, 1916
- E. glyphella Ragonot, 1887
- E. haghienensis Rebel, 1907
- E. hesperidella Rebel, 1917
- E. hofufella Amsel, 1958
- E. ifranella Lucas, 1942
- E. illotella Zeller, 1839
- E. irraralis Hampson, 1908
- E. juldusella Caradja, 1916
- E. leucoloma Herrich-Schäffer, 1849
- E. leucomixtella Ragonot, 1887
- E. maracandella Ragonot, 1887
- E. masticella Ragonot, 1887
- E. mongolica Amsel, 1954
- E. muscidella Ragonot, 1887
- E. nevadensis Rebel, 1910
- E. parvella Amsel, 1954
- E. pempelioides Turati, 1934
- E. plumbella Ragonot, 1887
- E. prodromella - Monniksvleugeltje (Hübner, 1799)
- E. pulvereicosta Turati, 1930
- E. ragonotella Rothschild, 1915
- E. ruficostella Turati, 1927
- E. sareptella Leraut, 2002
- E. semitica Amsel, 1935
- E. siticulosa Meyrick, 1935
- E. soritella Lederer, 1858
- E. stenopterella Rebel, 1910
- E. tozeurella Lucas, 1908
- E. trifidella Zerny, 1914
- E. unicornutella Amsel, 1961
- E. vestaliella Erschoff, 1874
- E. yangtseella Caradja, 1939
- E. ziczac Turati, 1930
- E. zophodiella Ragonot, 1887